# Río Jiménez
Río Jiménez è un distretto della Costa Rica facente parte del cantone di Guácimo, nella provincia di Limón.